# Joseph-Christian-Ernest Bourret

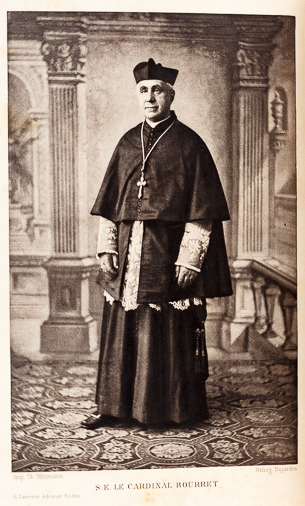
Joseph-Christian-Ernest Kardinal Bourret (1893 oder 1894)

Joseph-Christian-Ernest Bourret CO (* 9. Dezember 1827 Labro; † 10. Juli 1896 in Rodez) war ein französischer Bischof und Kardinal der Römischen Kirche.

## Leben

Kardinalswappen

Joseph-Christian-Ernest Bourret empfing am 20. September 1851 in Paris die Priesterweihe für das Oratorium. Er war 1853 Professor an der École des Carmes. Ab 1861 lehrte er als Professor für kanonisches Recht zehn Jahre lang an der Sorbonne. Er nahm als Theologe des Bischofs von Périgueux am Ersten Vatikanischen Konzil (1869–1870) teil. Während der Pariser Kommune war er Militärgeistlicher und versuchte erfolglos, den Erzbischof von Paris Georges Darboy zu befreien, der vor ein Erschießungskommando gestellt und hingerichtet wurde. Sodann war er Generalvikar von Algier und von Périgueux. Die Regierung Frankreichs empfahl ihn am 19. Juli 1871 für den Bischofssitz von Rodez.

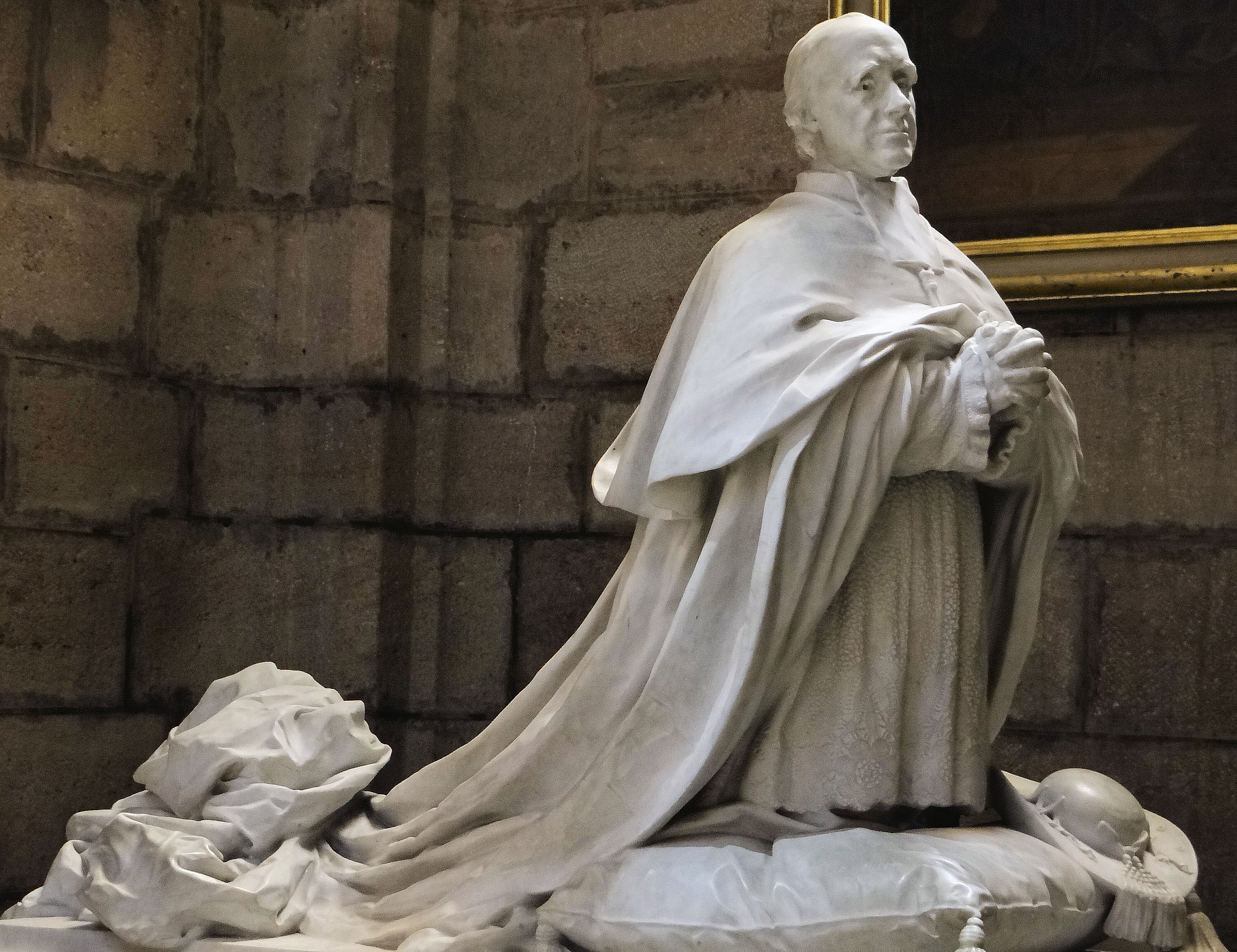
Kardinal Bourrets Grabmal in der Kathedrale Notre-Dame zu Rodez

Papst Pius IX. ernannte ihn am 27. Oktober 1871 zum Bischof von Rodez. Die Bischofsweihe spendete ihm der Erzbischof von Paris, Joseph Hippolyte Guibert OMI, am 30. November desselben Jahres; Mitkonsekratoren waren der Erzbischof von Albi, Jean-Paul-François-Marie-Félix Lyonnet, und der Bischof von Périgueux, Nicolas-Joseph Dabert. Am 12. Juni 1893 nahm ihn Leo XIII. als Kardinalpriester mit der Titelkirche Santa Maria Nuova in das Kardinalskollegium auf.